# Почетни граждани на Тетово
Това е списък на почетните граждани на Тетово, град в Република Македония (на македонска литературна норма: Почесни граѓани на Тетово).
| Име             | Дата             | Описание                                             | За |
| --------------- | ---------------- | ---------------------------------------------------- | --- |
| Пинто Тешеира   | 23 май 2001      | португалски дипломат, посланик в Република Македония | изключителен принос за община Тетово в полето на здравеопазването, хуманитарна помощ, грижа за бежанците по време на Косовската криза както и насърчаване на междунационалните отношения между гражданите на общината |
| Петрит Баре     | 28 октомври 2010 | албански лекар                                       | научен принос в полето на образованието – медицинските науки |
| Лазим Дестани   | 28 октомври 2010 | бизнесмен от Тетово, собственик на Шкендия Тетово    | принос в полето на бизнеса |
| Ферид Мурад     | 26 май 2011      | американски лекар, нобелист, по произход от Гостивар | принос в полето на медицинските науки |
| Таня Файон      | 11 февруари 2012 | словенска политичка, евродепутат                     | принос към либерализацията на визовия режим за гражданите на Република Македония |
| Стипе Месич     | 29 март 2012     | хърватски политик                                    | демократизация на обшеството на Балканите |
| Рамуш Харадинай | 31 януари 2013   | косовски политик                                     | насърчаване на човешките права |